# Пекулярна швидкість
Пекулярний рух або пекулярна швидкість відноситься до швидкості об’єкта відносно системи спокою — зазвичай системи, в якій середня швидкість деяких об’єктів дорівнює нулю.

## Галактична астрономія
У галактичній астрономії пекулярний рух відноситься до руху об'єкта (зазвичай зірки) відносно галактичної системи спокою.
Місцеві об'єкти зазвичай досліджуються за векторами позиційного кута та радіальної швидкості. Їх можна об’єднати шляхом додавання векторів, щоб визначити рух об’єкта відносно Сонця. Швидкості для місцевих об’єктів іноді повідомляються щодо локального стандарту спокою (LSR) – середнього локального руху матеріалу в галактиці – замість системи спокою Сонця. Перехід між LSR і геліоцентричними системами спокою вимагає розрахунку пекулярної швидкості Сонця в LSR.

## Космологія
У фізичній космології пекулярна швидкість відноситься до компонентів швидкості галактики, які відхиляються від потоку Хаббла. Відповідно до закону Хаббла, галактики віддаляються від нас зі швидкістю, пропорційною їх відстані від нас.
Галактики не розподілені рівномірно в просторі, який можна спостерігати, а зазвичай знаходяться в групах або скупченнях, де вони мають значний гравітаційний вплив одна на одну. Дисперсія швидкостей галактик, що виникає внаслідок цього гравітаційного тяжіння, зазвичай становить сотні кілометрів на секунду, але може досягати понад 1000 км/с у багатих скупченнях. Ця швидкість може змінити рецесійну швидкість, яку можна було б очікувати від потоку Хаббла, і вплинути на спостережуване червоне зміщення об'єктів через релятивістський ефект Доплера. Доплерівське червоне зміщення за рахунок пекулярних швидкостей є
{\displaystyle 1+z_{pec}={\sqrt {\frac {1+v/c}{1-v/c}}}}
що приблизно
{\displaystyle z\approx v/c}
для малих швидкостей (малі червоні зсуви). Це поєднується з червоним зміщенням від потоку Хаббла та червоним зміщенням від нашого власного руху {\displaystyle z_{\odot }} щоб дати спостережуване червоне зміщення
{\displaystyle 1+z_{obs}=(1+z_{pec})(1+z_{H})(1+z_{\odot }).}
(Можливо також враховувати гравітаційне червоне зміщення)
Радіальну швидкість космологічно "близького" об'єкта можна наближено визначити за
{\displaystyle v_{r}=H_{0}d+v_{pec}}
з внеском як потоку Хаббла, так і членів пекулярної швидкості, де {\displaystyle H_{0}} є постійною Хаббла і {\displaystyle d} це відстань до об'єкта.
Викривлення простору червоного зміщення можуть призвести до того, що просторові розподіли космологічних об’єктів виглядатимуть витягнутими або сплощеними, залежно від причини пекулярних швидкостей. Подовження, яке іноді називають ефектом «пальців Бога», спричинене випадковим тепловим рухом об’єктів; однак корельовані пекулярні швидкості від гравітаційного падіння є причиною ефекту сплощення. Головний наслідок полягає в тому, що при визначенні відстані до однієї галактики необхідно припустити можливу помилку. Ця похибка стає меншою зі збільшенням відстані. Наприклад, в оглядах наднових типу Ia пекулярні швидкості мають значний вплив на вимірювання до червоного зміщення близько 0,5, що призводить до похибок у кілька відсотків при обчисленні космологічних параметрів.